# Johannes VI Kantakouzenos
Johannes VI Kantakouzenos av Bysans, född omkring 1292, död 1383, var monark i kejsardömet Bysans mellan år 1347 och 1354. 
Johannes VI utövade, under nominellt erkännande av Johannes V Palaiologoss medregentskap, makten som krönt kejsare 1347-55, varefter han avsade sig kronan och gick i kloster. Som en högt begåvad man, visade Johannes under de förvirrade förhållanden som rådde under hans regering ofta prov på diplomatisk och politisk skicklighet. Johannes var även en framstående författare, bland annat till en apologetiskt hållen historia om den egna tiden.